# 石堡城之战
石堡城之战是指唐朝与吐蕃争夺石堡城的作战。
729年石堡城之战，唐玄宗开元十七年（729年）三月，唐军为夺取石堡城，又称鉄刃城（今青海省湟源县西南）进行的作战。吐蕃占据唐朝的石堡城后，派大军把守，并以此为前哨阵地，出兵唐朝河西、陇右等地。唐朝视其为心腹之患。729年三月，唐玄宗命朔方节度使、信安王李祎与河西、陇右地区驻防将帅共商攻城大计。但诸将以石堡城道远地险，易守难攻，孤军深入不利为由，反对马上出兵。李祎以为石堡城地理位置十分重要，必须尽快夺回，虽有危脸，为国捐躯在所不惜。三月二十四日，李祎采取远距离奔袭战术，日夜兼程杀奔石堡城。吐蕃守城官兵措手不及，伤亡很多，石堡城再落入唐军之手。唐玄宗于是改石堡城为振武军，加强防守。唐朝河西、陇右地连成一片，吐蕃连战连败，于是再次派使求和请婚，嫁到吐蕃的金城公主从中斡旋。唐朝赐予诗书。730年，双方以赤岭（今青海省日月山）为界，并于甘松岭（今四川省松潘县）及赤岭互市。733年，在赤岭树碑纪念，双方边将参加了这一庆典。
741年石堡城之战，唐玄宗开元二十九年（741年）十二月，吐蕃军东进攻取军事要地石堡城。741年十二月二十八日，吐蕃调集兵马，攻克达化县（今青海省贵德县东），后向石堡城大举进攻。唐朝河西、陇右节度使盖嘉运认为自己屡立边功，不思防务，使吐蕃軍重新攻占石堡城。
745年石堡城之战，唐玄宗天宝四载（745年）九月，吐蕃军在石堡城打退唐军进攻。745年九月，陇右节度使皇甫惟明因在与吐蕃军作战中连战连胜，立功心切，于是再率廓州军队向吐蕃所占石堡城发起攻击。吐蕃守城将士一面凭险据守，一面传书求援，吐蕃派大论莽布支率军援救，并取得吐谷浑小王的配合，与守城将士里应外合，重创攻城唐军，唐军最终再败。
749年石堡城之战，唐玄宗天宝八载（749年)六月，唐朝陇右节度使哥舒翰攻取石堡城的攻坚战。石堡城被吐蕃军占领后，成为其攻击唐朝河湟等地的据点，唐军曾多次向石堡城发起进攻，终因山道险远，易守难攻，而没有奏效。749年六月，唐玄宗再命新任陇右节度使哥舒翰统陇右、河西、朔方等部兵马及突厥阿布思部共六万三千人，再攻石堡城。吐蕃守军最仅数百人，但凭险据守，用滚木礌石封住领通往城中的唯一山路。唐军进攻数天，伤亡惨重。仍难破克，哥舒翰杀一儆百，想要杀死先锋官副将高秀岩、张守瑜。高秀岩、张守瑜两将请求再给三天期限，如果不能攻破，再杀不迟。最终以死伤数万人的代价，如期占领石堡城，俘虏吐蕃大将铁刃悉诺罗等四百人。战后，石堡城改名为神武军，驻兵防守。